# Moanour Mountain SAC
Moanour Mountain SAC este o arie protejată (arie specială de conservare — SAC, sit de importanță comunitară — SCI) din Irlanda întinsă pe o suprafață de 48,03 ha, integral pe uscat.

## Localizare
Centrul sitului Moanour Mountain SAC este situat la coordonatele 52°25′30″N 8°14′55″W / 52.425021°N 8.24849°V.

## Înființare
Situl Moanour Mountain SAC a fost declarat sit de importanță comunitară în ianuarie 2002 pentru a proteja un număr necunoscut de specii din flora spontană și fauna sălbatică aflate în arealul zonei. Situl a fost protejat și ca arie specială de conservare în aprilie 2016.

## Biodiversitate
Situată în ecoregiunea atlantică, aria protejată conține 2 habitate naturale: Pajiști umede nord-atlantice cu Erica tetralix, Pajiști uscate europene.
La baza desemnării sitului se află un număr nedeclarat de specii protejate.